# Kicking Horse River
Der Kicking Horse River ist ein rechter Nebenfluss des Columbia River in den Kanadischen Rockies im Südosten der kanadischen Provinz British Columbia.
Der Fluss hat den Status eines Canadian Heritage River.
Der Fluss erhielt im Jahre 1858 seinen Namen, als James Hector, Teilnehmer der British North American Exploring Expedition (Palliser-Expedition), von seinem Pferd an dem Fluss in die Brust getreten wurde. Hector überlebte und benannte den Fluss sowie den Gebirgspass nach diesem Ereignis. Der Kicking Horse Pass, der das Tal des Flusses mit dem des Bow River verbindet, war die Bergroute, welche später von der Canadian Pacific Railway ausgewählt wurde, als diese in den 1880er Jahren gebaut wurde. Der sogenannte Big Hill der Eisenbahn und die anschließenden Spiral Tunnels liegen im Kicking Horse Valley.  Sie waren wegen des steilen Abstiegs des Flusstals notwendig.

## Flusslauf
Der Kicking Horse River verläuft im Columbia-Shuswap Regional District. Er hat seinen Ursprung im Wapta Lake, von wo aus er in südwestlicher Richtung fließt. Er nimmt den Yoho River oberhalb von Field auf. Der Fluss fließt weiter in südwestlicher Richtung, bis er die Wapta Falls erreicht, wo er seine Fließrichtung abrupt ändert und sich in nordwestliche Richtung wendet, bis er bei Golden in den Columbia River mündet.

## Wasserfälle
Der Fluss hat drei Wasserfälle entlang seiner Fließstrecke. Der erste ist der Kicking Horse Cascade, ein langer Talus-Wasserfall, der an der ersten Highway-Querung unterhalb des Wapta Lake liegt. Der zweite Wasserfall ist der Natural Bridge Falls bei Field. Der letzte und größte Wasserfall ist der ca. 30 m (100 ft) hohe und ca. 150 m (500 ft) breite Wapta Falls, einer der größten Wasserfälle in Kanada gemessen an Volumen und Breite.

## Zuflüsse
- Sherbrooke Creek
- Yoho River
- Emerald River
- Amiskwi River
- Otterhead River
- Ottertail River
- Porcupine Creek
- Beaverfoot River
- Glenogle Creek